# Nemapogon fuscalbella
Nemapogon fuscalbella är en fjärilsart som beskrevs av Pierre Chrétien. Nemapogon fuscalbella ingår i släktet Nemapogon och familjen äkta malar. Inga underarter finns listade i Catalogue of Life.